# Fabels van Jean de La Fontaine

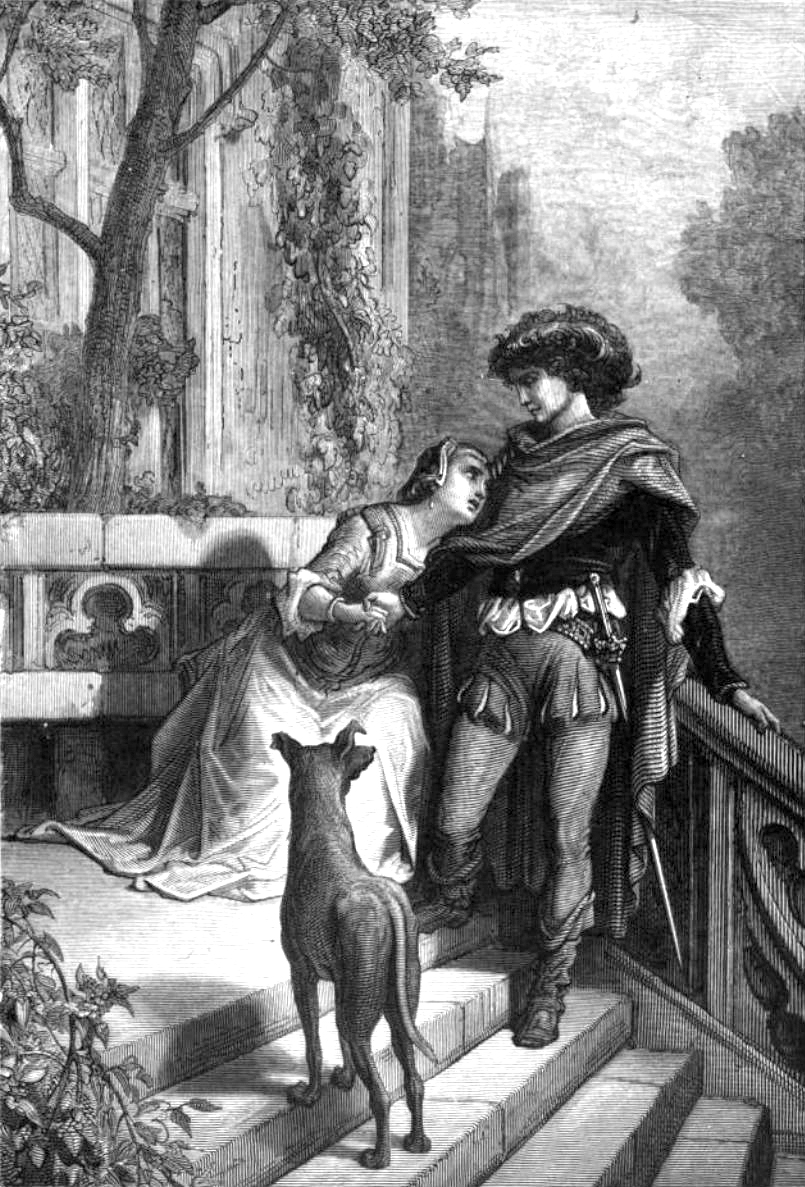
Tekening van Twee duiven door Gustave Doré.

De Fabels van Jean de La Fontaine, ook wel Les Fables genoemd, is een werk van de Franse schrijver en dichter Jean de La Fontaine. Hij publiceerde het eerste deel in 1668 en het tweede deel in 1679. Het betreft een verzameling van 243 fabels in dichtvorm geschreven, waar in de meeste gevallen dieren met menselijke eigenschappen centraal staan en waar een moraal wordt verteld.

## Achtergrond
Jean de La Fontaine beheerste verschillende genres (zoals sprookjes), maar is vooral bekend geworden door zijn Fabels. Deze kon hij publiceren dankzij een mecenaat. Het eerste deel van de verzameling fabels werd in 1668 gepubliceerd en opgedragen aan Lodewijk van Frankrijk, ook wel Le Grand Dauphin genoemd. Dit deel komt overeen met de huidige boeken I-VI. Na de dood van Henriëtta Anne van Engeland, bij wie hij inwoonde, vond hij onderdak bij Madame de La Sablière, met wie hij een hechte vriendschap deelde. Zij had een salon die door veel befaamde schrijvers, wetenschappers en filosofen werd bezocht, zoals Racine, Molière en Madame de Sévigné. Het tweede deel van de Fabels schreef Jean de La Fontaine een decennium later dan het eerste deel. Hij publiceerde het werk in 1679 en droeg het op aan Madame de Montespan, de maîtresse van de koning. Het tweede deel komt overeen met de huidige boeken VII-XI. Het succes van dit werk was nog groter dan het eerste deel fabels, echter werd het wel gecensureerd. Voor zijn dood heeft Jean de La Fontaine afstand moeten doen van zijn Fabels.

## Genre
Jean de La Fontaine is zeker niet de eerste die zich richt op het genre van de fabel. Al in de zesde eeuw voor Christus beoefende de Griekse dichter Aisopos de fabels en hij wordt dan ook gezien als de oprichter van dit genre. Het woord "fabel" komt van het Latijnse fabula, dat afgeleid is van het werkwoord "zeggen". Een fabel kenmerkt zich door zijn beknoptheid en eenvoudigheid, waarin meestal dieren met menselijke eigenschappen in beeld worden gebracht. Fabels hebben een didactisch doel; een moraal ontbreekt er zeldzaam en dit genre probeert dus vooral de lezer iets te leren. Enkele van de bekendste fabels van Aisopos werden door Jean de La Fontaine herschreven, zoals De krekel en de mier.
Een ander bekend fabeldichter was de Latijnse Phaedrus in de eerste eeuw na Christus. Hij inspireerde zich op Aisopos maar varieerde meer; zo koos hij na verloop van tijd ervoor om de fabels in dichtvorm te schrijven. Door satirische en anekdotische toevoegingen zijn de teksten van Phaedrus bovendien minder "droog" dan die van Aisopos.
Het genre van de fabel komt niet alleen van de Grieken en Romeinen, ook in het Verre Oosten waren vele Chinese, Indiase en Perzische vertellers. Deze fabels werden door de Arabieren naar Spanje gebracht en vervolgens vertaald in het Frans. Dankzij de aanwezigheid in de salon van Madame de La Sablière van verscheidene reizigers die deze verre landen hadden doorkruist, kwam Jean de La Fontaine eveneens in aanraking met deze fabels uit andere beschavingen. Onder de Franse lezers waren zij erg populair, met name door het exotisme.

## Voorwoord
In het voorwoord gaat de La Fontaine in op zijn voorgangers zoals Aisopos. Hij behandelt ze met respect en geeft aan dat hij de beknoptheid en de eenvoudigheid van hun werk waardeert, maar dat men in de 17e eeuw iets anders vraagt. Voor de publicatie van zijn Fabels werd dit genre gezien als "laag". Jean de La Fontaine blijft in zijn voorwoord zeer bescheiden wanneer hij aangeeft verscheidene fabels van zijn voorgangers te hebben herschreven. Hij wilde echter het genre vernieuwen, wat hij deed door een geraffineerdere stijl toe te passen met meer charme en in dichtvorm. Dit leidde tot een groot succes.

## Eerste publicatie
De eerste publicatie van de Fabels omvat boek I t/m VI. De La Fontaine laat in het eerste boek veel dieren voorkomen en begint met een van de meest bekende fabels: De krekel en de mier:
De krekel sjirpte dag en nacht, zo lang het zomer was,
Wijl buurvrouw mier bedrijvig op en neer kroop door 't gras
"Ik vrolijk je wat op," zei hij. "Kom, luister naar mijn lied."
Zij schudde nijdig met haar kop: "Een mier die luiert niet!"
Toen na een tijd de vrieswind kwam, hield onze krekel op.
Geen larfje of geen sprietje meer: droef schudde hij zijn kop.
Doorkoud en hongerig kroop hij naar 't warme mierennest.
"Ach, juffrouw mier, geef alsjeblieft wat eten voor de rest
Van deze barre winter. Ik betaal met rente terug,
Nog vóór augustus, krekelwoord en zweren doe 'k niet vlug!"
"Je weet dat ik aan niemand leen,"
Zei buurvrouw mier toen heel gemeen.
"Wat deed je toen de zon nog straalde
En ik mijn voorraad binnenhaalde?"
"Ik zong voor jou," zei zacht de krekel.
"Daaraan heb ik als mier een hekel!
Toen zong je en nu ben je arm.
Dus dans nu maar, dan krijg je 't warm!"
Wie leeft van kunst gaat door voor gek.
Vaak lijdt hij honger en gebrek.
In deze fabel eindigt Jean de La Fontaine met de moraal. In zijn eerste publicatie komen we vaak dezelfde methode tegen, de moraal ontbreekt vrijwel nooit en is meestal aan het eind van de fabel te vinden.

## Illustraties
Geregeld verschenen de fabels in fraai geïllustreerde uitgaven. Twee 19e-eeuwse prentkunstenaars onderscheidden zich in het bijzonder: de karikaturist Grandville (1838) en Gustave Doré (1867-1868). 

## Nederlandse vertalingen
- De fabelen van la Fontaine, vert. J.J.L. ten Kate, 1871 (tweede druk ca. 1900 met alle 240 fabels)
- De fabels van La Fontaine, vert. M.G.L. van Loghem, 1932
- Veertig fabels van Jean de la Fontaine, vert. Jan Prins, 1940 (laatste vermeerderde herdruk met 101 fabels: De fraaiste fabels van Jean de La Fontaine, 1946)
- Fabels van La Fontaine, vert. J.W.F. Werumeus Buning, 1945 (selectie, met twaalf illustraties van Jeanne Bieruma Oosting)
- De fabels van La Fontaine, vert. Jan van den Berg, 1990 (complete editie, vrij hertaald)
- La Fontaine. Fabels, vert. Marietje d'Hane-Scheltema, 2017 (zestig fabels, ill. Floris Tilanus)